# (27709) Orenburg
(27709) Orenburg ist ein Asteroid des äußeren Hauptgürtels, der am 13. Februar 1988 von dem belgischen Astronomen Eric Walter Elst am La-Silla-Observatorium der Europäischen Südsternwarte in Chile (IAU-Code 809) entdeckt wurde.
Der Asteroid gehört zur Eos-Familie, einer Gruppe von Asteroiden, welche typischerweise große Halbachsen von 2,95 bis 3,1 AE aufweisen, nach innen begrenzt von der Kirkwoodlücke der 7:3-Resonanz mit Jupiter, sowie Bahnneigungen zwischen 8° und 12°. Die Gruppe ist nach dem Asteroiden (221) Eos benannt. Es wird vermutet, dass die Familie vor mehr als einer Milliarde Jahren durch eine Kollision entstanden ist. Die zeitlosen (nichtoskulierenden) Bahnelemente von (27709) Orenburg sind fast identisch mit denjenigen der beiden kleineren, wenn man von der Absoluten Helligkeit von 15,6 und 16,1 gegenüber 12,9 ausgeht, Asteroiden (230655) 2003 SM101 und (360932) 2005 TJ133.
Der mittlere Durchmesser von (27709) Orenburg wurde mit 8,087 km (±0,290) berechnet, die Albedo mit 0,205 (±0,016).
Der Asteroid wurde am 1. Juni 2007 nach der russischen Stadt Orenburg benannt.